# Fusió Republicana
La Fusió Republicana (en castellà: Fusión Republicana) fou la coalició electoral espanyola continuadora de la Unió Republicana, nom que rebé fins al 1897. La coalició va ser creada inicialment per a les eleccions generals espanyoles de 1893 i que es va reordenar per a les eleccions de 1898, 1899 i, dins de la coalició republicana més àmplia, també per a les eleccions de 1901.
Desapareix el 1903, quan és substituïda per la nova Unió Republicana.

## Partits que la formaven
Unió Republicana (1893–97)
- Partit Republicà Progressista
- Partit Republicà Democràtic Federal
- Partit Republicà Centralista

Fusió Republicana (1897–1903)
- Partit Republicà Nacional
- Partit Republicà Centralista